# 東京大学大学院数物系研究科
東京大学大学院数物系研究科（とうきょうだいがくだいがくいんすうぶつけいけんきゅうか）は、東京大学に設置されていた大学院研究科の一つである。化学と生物学以外の理学系と工学系の専攻がおかれていた。
1953年（昭和28年）、新制の東京大学大学院研究科の一つとして設立される。 1965年まで存続し、その後東京大学大学院理学系研究科、東京大学大学院工学系研究科、東京大学大学院農学系研究科設置に伴い改組し廃止となった。

## 設置されていた専攻
（理学系）
- 数学専攻
- 天文学専攻
- 物理学専攻
- 地球物理学専攻
- 地質学専攻
- 鉱物学専攻
- 地理学専攻

（工学系）
- 土木工学専攻
- 建築学専攻
- 船舶工学専攻
- 機械工学専攻
- 電気工学専攻
- 鉱山学専攻
- 応用物理学専攻
- 農業工学専攻
- 精密工学専攻
- 航空学専攻
- 電子工学専攻
- 原子力工学専攻
- 産業機械工学専攻